# Pieter De Rudder
Pour les articles homonymes, voir Rudder.
Pieter De Rudder, en français Pierre De Rudder, était un ouvrier agricole, né à Jabbeke le 2 juillet 1822, mort le 22 mars 1898. Sa guérison d'une fracture de jambe est un des plus célèbres « miracles de Lourdes » reconnus (un moulage en bronze de ses os est exposé au Bureau médical de Lourdes), bien qu'elle ne soit pas censée avoir eu lieu à Lourdes, mais dans un sanctuaire de Notre-Dame de Lourdes, à Oostakker, près de Gand (Belgique, Flandre-Orientale).

## Le dossier
Le 16 février 1867, à Jabbeke (Flandre-Occidentale), la chute d'un arbre casse les deux os (tibia et péroné) de la jambe gauche de De Rudder, alors au service du vicomte Albéric du Bus de Gisignies. Plusieurs médecins le soignent sans résultat et l'un d'eux conseille l'amputation, qui est refusée par De Rudder ou par le vicomte. Les soins médicaux cessent à une époque mal précisée.
Le vicomte verse à De Rudder une pension que l'abbé Rommelaere, vicaire de Jabbeke, qualifie de « beau salaire ». À la mort du vicomte, survenue le 26 juillet 1874, la pension est supprimée par son héritier. Le 7 avril 1875, huit mois et demi après la suppression de cette pension qui a duré sept ans, De Rudder va implorer Notre-Dame de Lourdes à Oostakker et, dans le sanctuaire même, se proclame guéri. Il exhibe une cicatrice qui, si l'on en croit un témoignage tardif (et, en intention, favorable à la thèse surnaturelle), a dès la guérison un aspect ancien.
Les médecins traitants refusent de délivrer une attestation au clergé de la paroisse, qui, en 1875, se contente, pour témoins oculaires de la persistance de la fracture à l'approche du pèlerinage, de deux voisins et amis de De Rudder, père et fils. Ces deux témoins signent une même attestation, rédigée par le vicaire de Jabbeke, selon laquelle ils ont vu, la veille du pèlerinage, les bouts d'os saillant dans la plaie. L'attestation mentionne, à la troisième personne, une habitante du village, non signataire, qui aurait vu la même chose l'avant-veille du pèlerinage.
L'évêque de Bruges, Mgr Faict, demande par correspondance des renseignements au Dr Van Hoestenberghe, un médecin qui n'avait jamais été le médecin traitant, mais avait examiné la jambe par curiosité. Le Dr Van Hoestenberghe répond en avril et mai 1875. Ses deux lettres, égarées par l'évêché avant l'enquête canonique qui aboutira à la reconnaissance du miracle par Mgr Waffelaert en 1908, ne seront retrouvées qu'en 1956. Mgr Faict, quant à lui, ne procède pas à une enquête canonique.
Le dernier survivant des médecins traitants dont on a retenu le nom, le Dr Verriest, meurt à Bruges le 3 août 1891. Environ un an plus tard, à l'occasion du pèlerinage annuel belge d'août 1892 à Lourdes, le Dr Van Hoestenberghe se manifeste publiquement pour la première fois. Il écrit au Dr Boissarie, président du Bureau des Constatations médicales de Lourdes, deux lettres où il signale le cas De Rudder, disant avoir examiné à l'époque la jambe encore malade et ne pouvoir conclure qu'au miracle. Ces lettres provoquent une série d'enquêtes de la part de diverses autorités catholiques. Les témoins oculaires, qui, comme nous l'avons vu, semblent n'avoir été que deux en 1875, se multiplient au fil du temps, de même que les examens que le Dr Van Hoestenberghe dit avoir faits de la jambe malade. En 1907, devant la commission épiscopale dont le rapport aboutira à la reconnaissance du miracle, il affirme avoir examiné la jambe malade dix ou douze fois, la dernière fois trois ou quatre mois avant le pèlerinage.
La question de la date du dernier examen est importante, car, de l'avis de plusieurs médecins catholiques, le seul motif de considérer la guérison de De Rudder comme miraculeuse est la preuve testimoniale de son instantanéité.
Les réponses d'avril et mai 1875 du Dr Van Hoestenberghe à Mgr Faict, qui étaient perdues lors de l'enquête canonique, sont retrouvées en 1956 et publiées en 1957. Dans la seconde de ces réponses, le Dr Van Hoestenberghe (qui, comme nous l'avons vu, allait déclarer devant la commission de 1907-1908 qu'il avait examiné la jambe malade dix ou douze fois, la dernière fois trois ou quatre mois avant le pèlerinage) dit n'avoir vu la jambe qu'une fois, plus de trois ans avant le pèlerinage.
Le chanoine De Meester, qui fut promoteur de la cause lors de l'enquête de 1907-1908, continue, malgré les lettres de 1875, à croire que le Dr Van Hoestenberghe fit plusieurs examens de la jambe malade et que le dernier eut lieu environ quatre mois avant le pèlerinage de De Rudder. Il allègue en faveur de cette opinion des notes en ce sens que le Dr Van Hoestenberghe dit avoir prises peu après le pèlerinage. Il s'agit de notes dont le Dr Van Hoestenberghe parla pour la première fois en 1899, pour répondre à deux pères jésuites qui lui faisaient observer qu'il avait placé les soins du feu Dr Verriest en 1875, ce qui, comparé à d'autres sources, semble trop tardif. Les notes triomphent de cette objection : « Verriest 75». Ces notes ont encore la particularité de contredire les lettres de 1875 à Mgr Faict non seulement sur le nombre et la date des examens que le Dr Van Hoestenberghe fit de la jambe malade, mais aussi sur la date de l'examen qu'il fit de la jambe après le pèlerinage : 9 avril 1875 d'après les notes, alors que, le 15 avril 1875, le Dr Van Hoestenberghe écrivait à Mgr Faict qu'il n'avait pas encore eu le temps d'examiner la jambe guérie. Ces notes, qui se trouvaient à une place exceptionnelle dans le cahier du Dr Van Hoestenberghe : la couverture intérieure, et non leur rang chronologique parmi les pages, ne sont plus connues que par une photo, car elles semblent avoir disparu à l'évêché, avec le reste du cahier.